# Victoria af Sachsen-Coburg-Saalfeld
Prinsesse Marie Luise Victoria af Sachsen-Coburg-Saalfeld (født 17. august 1786 i Coburg, Tyskland død 16. marts 1861 i Frogmore House, Windsor) var gift med Prins Edvard Augustus, hertug af Kent og Strathearn og mor til dronning Victoria af Storbritannien.